# Tůň

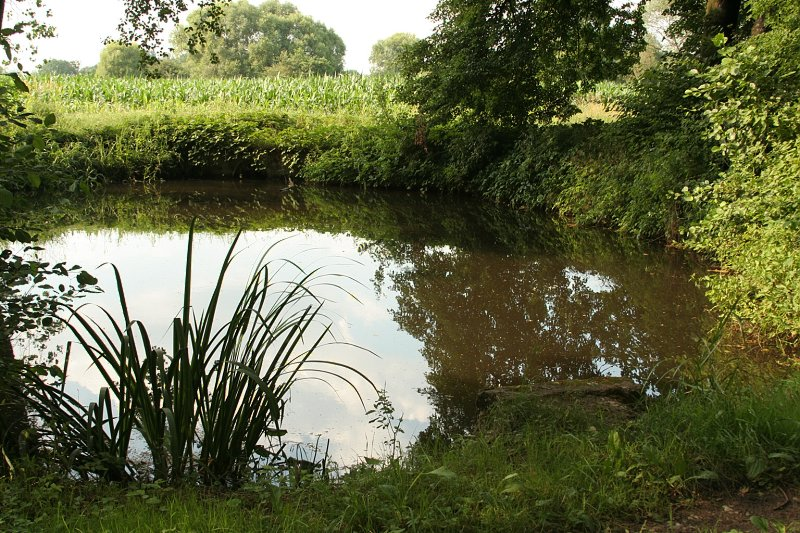
Černá tůň ve skupině Hrbáčkových tůní

Tůň nebo také tůně je sladkovodní ekosystém tvaru kruhu či oválu nacházející se v nivách řek či potoků. Je to deprese naplněná vodou, která není za normálního stavu vody spojená se samotným tokem nebo jiným akvatickým ekosystémem. Hloubka tůní bývá různá.
Ekosystém tůně skýtá velké množství rostlinných i živočišných druhů a mikroorganizmů. V okolí tůní roste specifická vegetace. Zřizování tůní ale často ničí původní společenství.
Tůň vzniká nejčastěji oddělením od mrtvých ramen toků nebo zatopením terénní deprese, vzniklé vodní erozí během zatopení nivy při povodních. Tůně jsou nejčastěji syceny průsakem z propustných vrstev, vodou při záplavách či velkých deštích. Charakteristikou tůní je jejich zastíněnost okolními stromy a značné množství spadaného listí na dně. To se zde postupně rozkládá a vytváří u dna značně anaerobní podmínky. Neustálý přísun biologického materiálu zejména z okolních dřevin a z rákosí způsobuje zmenšování vodní plochy tůní, snižuje postupně jejich hloubku a způsobuje jejich pozvolný zánik. Tento proces se nazývá zazemňování.
V širším smyslu slova se může jednat i o malé přirozené nádržky stojatých vod (telmy), které mohou být stálé, epizodické, či periodické. Vznikají v přirozených prohlubních větví a kmenů stromů (dendrotelmy), listů rostlin (fytotelmy) nebo ve skalním podkladu (litotelmy).
Ve fluviální geomorfologii se jedná o hlubší místa v tekoucích vodách, které jsou střídány mělčinami.
V mořské biologii jsou rozpoznávány přílivové tůně (anglicky tide pools), které vznikají při odlivu.